# Mirko Hrgović
Mirko Hrgović (ur. 5 lutego 1979 w Sinju) – bośniacki piłkarz pochodzenia chorwackiego, grający na pozycji lewego pomocnika.

## Kariera klubowa
Hrgović reprezentuje Bośnię i Hercegowinę, ale urodził się w Chorwacji, w mieście Sinj. Piłkarską karierę zaczynał w Hajduku Split. Do kadry pierwszego zespołu został włączony już w 1999 roku, ale w lidze zadebiutował dopiero rok później w 19. kolejce ligowej 25 lutego 2001 roku, w wygranym 4:0 meczu z drużyną NK Hrvatski Dragovoljac. W tym samym sezonie mógł świętować tytuł mistrza kraju, pomimo tego, że miał w nim nikły udział, występując w 2 meczach swojej drużyny, gdyż zaraz po ich rozegraniu wyjechał niespodziewanie do Japonii do klubu Gamba Osaka. Nie zagrzał tam długo miejsca i po rozegraniu 4 meczów ligowych powrócił do Europy i latem podpisał kontrakt z zespołem z Bośni i Hercegowiny, NK Široki Brijeg. Przez 2 sezony gry w Širokim Brijegu wywalczył tam miejsce w składzie i osiągnął dobrą formę – wywalczył odpowiednio wicemistrzostwo kraju (2001/2002) oraz 4. miejsce (2002/2003). Dobra gra spowodowała, iż latem 2003 trafił do Bundesligi do klubu VfL Wolfsburg za sumę 800 tysięcy euro. W Bundeslidze Hrgović zadebiutował 1 listopada 2003 w wygranym 3:0 meczu z Herthą BSC zmieniając w 84. minucie meczu Andresa D’Alessandro. W całym sezonie Hrgović wybiegał na boisko 16-krotnie, z czego tylko 2 razy zagrał w pierwszym składzie, a tak był na ogół zmiennikiem ówczesnej gwiazdy zespołu, którą był właśnie D’Alessandro. Wolfsburg ostatecznie zajął 10. miejsce w lidze, rok później był o miejsce wyżej, ale Hrgović jako rezerwowy grał jeszcze mniej i tylko 7 razy pojawił się na boiskach Bundesligi, dlatego też w lecie 2005 jego kariera w Bundeslidze jak na razie dobiegła końca i powrócił do swojego pierwotnego klubu, Hajduka Split. W sezonie 2005/2006 zagrał w Hajduku 13 meczów, zdobył 4 bramki i początkowo miał problemy z miejscem w składzie. W ogóle Hajduk rozegrał słaby sezon i zajął dopiero 5. miejsce w lidze, co w Splicie uważane jest za porażkę. Latem 2006 Hrgović miał oferty z Partizana Belgrad i Krylii Sowietow Samara, ale postanowił na kolejny sezon zostać w Splicie. W 2008 roku został graczem JEF United Ichihara Chiba. Następnie trafił do Dinama Zagrzeb, gdzie występował do 2009 roku. Od 2009 r. występuje w niemieckim klubie SpVgg Greuther Fürth.
| Sezon   | Klub                      | Kraj                 | Rozgrywki                       | Mecze | Bramki |
| ------- | ------------------------- | -------------------- | ------------------------------- | ----- | ------ |
| 2000/01 | Hajduk Split              | Chorwacja            | Prva HNL                        | 2     | 0      |
| 2001    | Gamba Osaka               | Japonia              | J-League                        | 4     | 0      |
| 2001/02 | NK Široki Brijeg          | Bośnia i Hercegowina | Ekstraklasa Bośni i Hercegowiny | ?     | ?      |
| 2002/03 | NK Široki Brijeg          | Bośnia i Hercegowina | Ekstraklasa Bośni i Hercegowiny | 35    | 15     |
| 2003/04 | VfL Wolfsburg             | Niemcy               | Bundesliga                      | 16    | 0      |
| 2004/05 | VfL Wolfsburg             | Niemcy               | Bundesliga                      | 7     | 0      |
| 2005/06 | Hajduk Split              | Chorwacja            | Prva HNL                        | 13    | 4      |
| 2006/07 | Hajduk Split              | Chorwacja            | Prva HNL                        | 30    | 3      |
| 2007/08 | Hajduk Split              | Chorwacja            | Prva HNL                        | 19    | 2      |
| 2008    | JEF United Ichihara Chiba | Japonia              | J-League                        | 7     | 0      |
| 2008/09 | Dinamo Zagrzeb            | Chorwacja            | Prva HNL                        | 25    | 2      |

## Kariera reprezentacyjna
Hrgović jako Chorwat mógł grać w tamtejszej reprezentacji, ale ze względu na to, iż w kraju było dużo więcej lepszych zawodników od niego, postanowił wybrać reprezentację Bośni i Hercegowiny, w której zadebiutował 12 lutego 2003 roku w zremisowanym 2:2 meczu z reprezentacją Walii. Od tego czasu prawie cały czas jest powoływany do kadry i stawia na niego także obecny selekcjoner Miroslav Blažević.